# Artense

Les pays traditionnels d'Auvergne, l'Artense figure en jaune.

L'Artense est un pays traditionnel français situé en Auvergne, au centre ouest du Massif central. La région est placée à cheval sur deux départements : le Cantal et le Puy-de-Dôme. Elle est enfin l'une des cinq régions naturelles du parc naturel régional des Volcans d'Auvergne.

## Toponymie
Le nom Artense vient du gaulois Artos (ours en celte, qui a aussi donné le nom Arthur) + la terminaison inca / intia. L'Artense (Artinca) est donc « le pays des ours » dans cette langue celtique,.
Son nom devient par la suite Artensa (graphie classique) / Artansà (écriture auvergnate unifiée) en auvergnat à partir du Moyen Âge.

## Géographie

### Situation
L'Artense est entourée au nord par les Combrailles et les monts Dore, à l'est par le Cézallier, au sud par les monts du Cantal et le Mauriacois et à l'ouest par la Dordogne limousine et le pays d'Ussel.

Les limites de la région sont fixées à l'ouest par la vallée de la Dordogne et au sud et à l'est par celle de la Rhue.

### Communes de l'Artense
Les communes de l'Artense sont réparties sur deux départements : le Cantal et le Puy-de-Dôme. Elles adhèrent à quatre communautés de communes différentes.
| Communauté de communes de Dômes Sancy Artense                                                          | Communauté de communes de Sumène Artense                                     | Communauté de communes du Pays Gentiane | Communauté de communes du Massif du Sancy |
| --- | ---------------------------------------------------------------------------- | --------------------------------------- | ----------------------------------------- |
| - Avèze - Bagnols - Cros - Larodde - Saint-Donat - Tauves - La Tour-d'Auvergne - Trémouille-Saint-Loup | - Antignac - Beaulieu - Champs-sur-Tarentaine-Marchal - Lanobre - Trémouille | - Montboudif - Saint-Étienne-de-Chomeil | - Saint-Genès-Champespe                   |

### Topographie
La région correspond à un plateau granitique modelé en surface par les glaciers quaternaires. Ils ont laissé un paysage harmonieux constitué de cuvettes et de collines de moraine. L'altitude s'élève de 600 à 1 000 mètres d'ouest en est. La région est entaillée par les vallées de nombreuses rivières.

### Climat
Le climat de l'Artense est de type montagnard, mais l'altitude moins élevée du plateau lui permet d'être relativement plus doux que celui des monts Dore. L'exposition ouest entraîne une forte pluviosité. Les quantités de précipitations annuelles varient de 1 200 à 1 400 mm par an.

### Hydrographie
L'eau est très abondante en Artense. On y trouve une multitude de lacs et d'étangs de toutes tailles. À l'ouest, le barrage de Bort-les-Orgues constitue la plus grande retenue hydroélectrique de la région.
Tous les cours d'eau de l'Artense sont des affluents de la Dordogne et participent donc au bassin versant de la Garonne.
| Affluents de la Dordogne en Artense |
| - le Plantadeix - la Mortagne - la Burande (ou la Jarrige) - le Rigaud - la Tialle - la Panouille - la Rhue - la Tarentaine - le ruisseau de Taraffet - le ruisseau de Neuffonds (ou ruisseau de l'Eau verte) - le Tact |

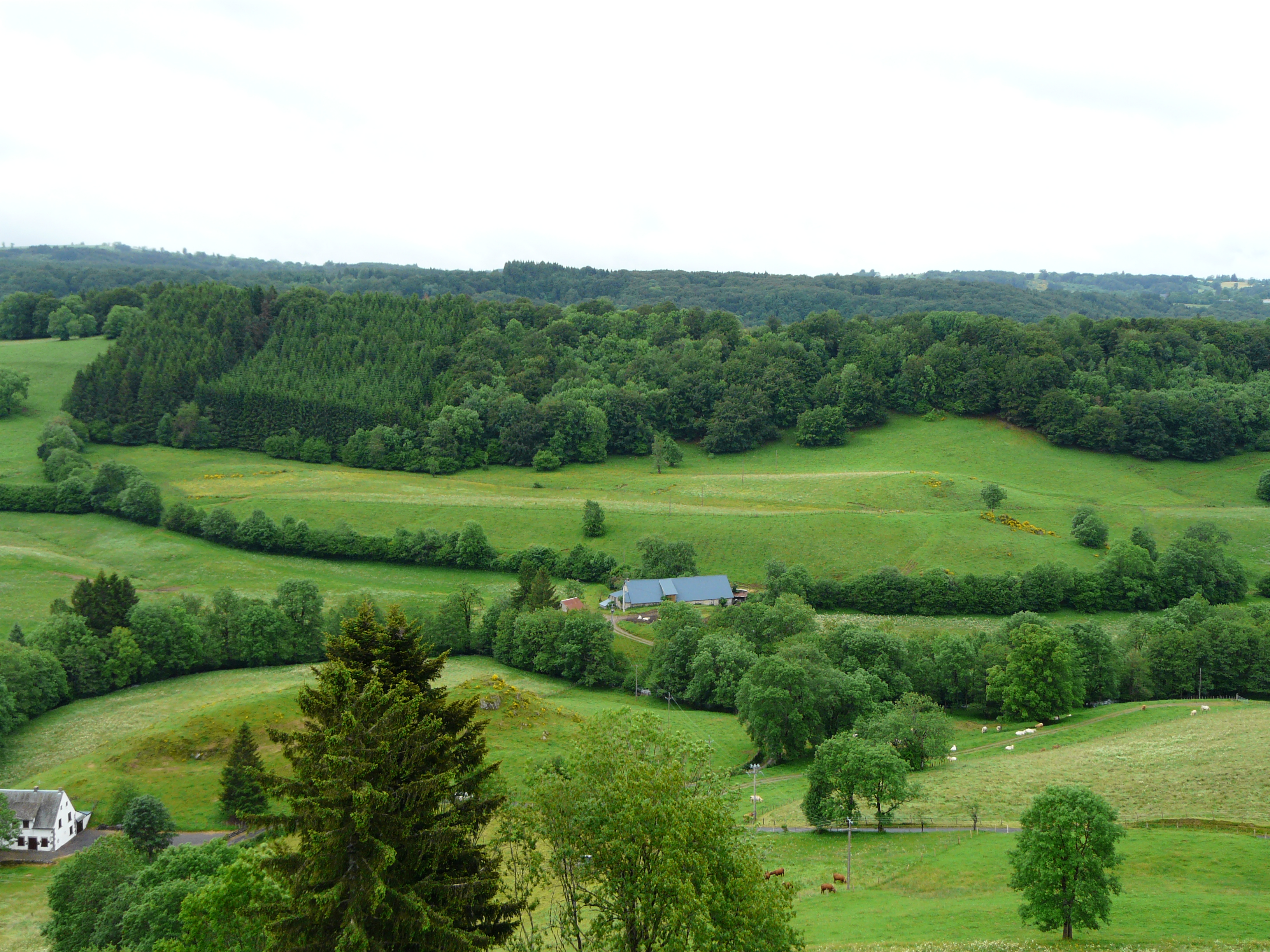
La vallée de la Burande.
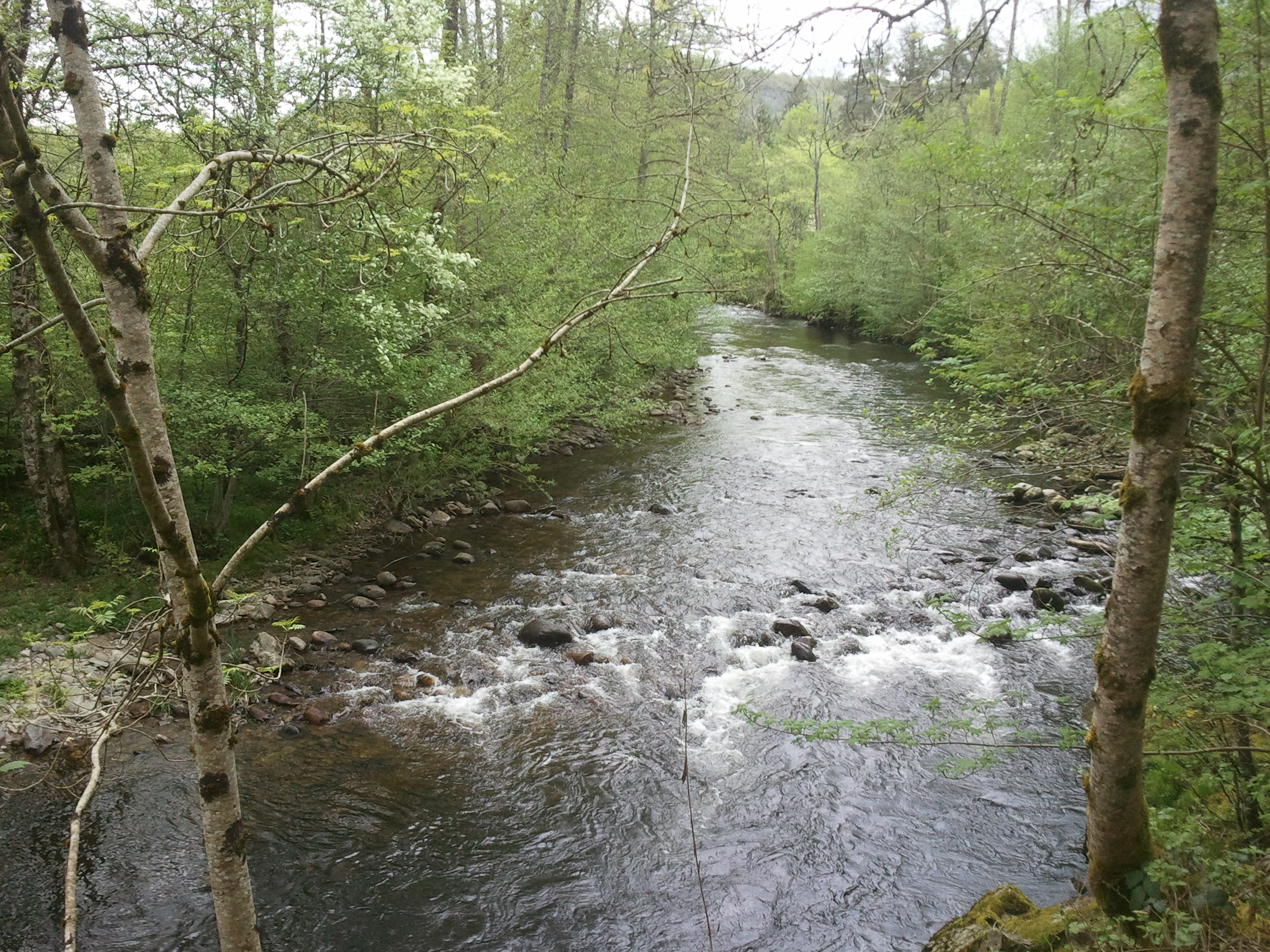
La Tarentaine.
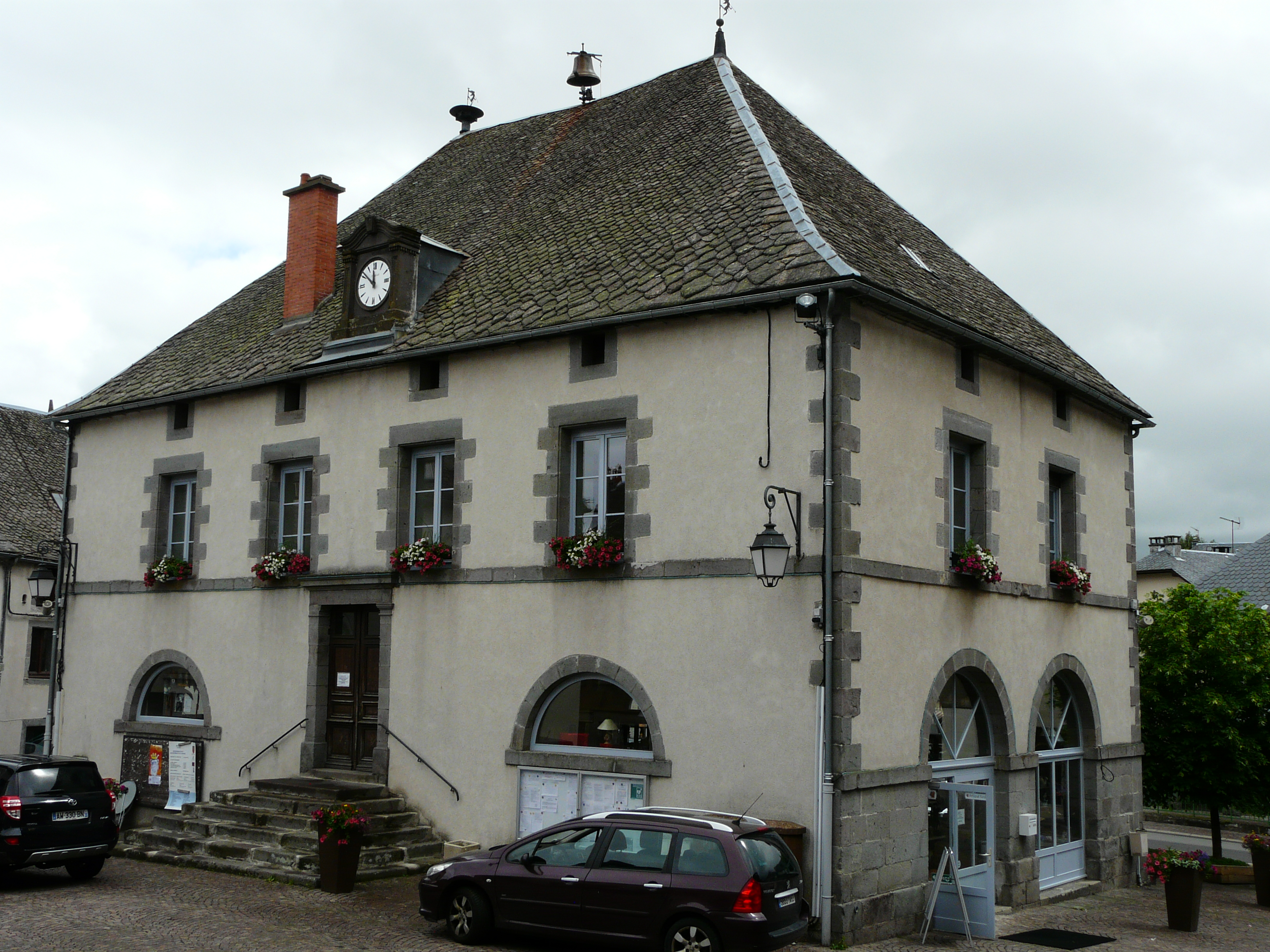
La mairie de Tauves.

### Faune et flore
Les prairies et pâturages occupent une surface moins importante que dans les autres massifs d'Auvergne : c'est la forêt qui tient la place la plus importante. Le hêtre et le sapin constituent les essences dominantes. L'altitude relativement faible a permis de conserver quelques chênes. Au-delà de 1 000 m, pelouses, tourbières et landes remplacent la forêt. On trouve dans les landes les plantes caractéristiques des régions granitiques comme la fougère aigle et le genêt à balais.

### Protection environnementale
L'Artense fait partie du parc naturel régional des Volcans d'Auvergne.

## Économie
L'élevage bovin est la ressource principale de la région : il est orienté à la fois vers la production de viande (Salers) et vers la production de lait (fromage de saint-nectaire).
La nature encore très préservée avec une grande biodiversité végétale (plusieurs sortes de tourbières), les nombreux lacs, les paysages rappelant la Scandinavie et la proximité des monts Dore sont des atouts touristiques importants mais encore sous-exploités malgré les efforts du parc naturel régional des Volcans d'Auvergne.
La région souffre d'une baisse démographique et d'un vieillissement de sa population. La déprise agricole, la disparition de zones humides et un déficit de notoriété sont des handicaps, aggravés par l'éloignement des centres urbains.